# Propósito (DVD)
Propósito é um DVD ao vivo de Kleber Lucas, gravado na Via Show no dia 4 de abril de 2006, sendo lançado em setembro do mesmo ano. As canções são regravações de alguns dos seus maiores sucessos até aquele ano.
Também foi lançado no formato CD, sendo que ambos foram certificados com disco de ouro.

## Faixas
1. Abertura
2. Rio de Vida
3. Vou Seguir com Fé
4. Nova Criatura
5. Casa de Davi, Casa de Oração
6. Corro pra Você
7. Deus Forte
8. O Melhor Está por Vir
9. Santidade
10. Segura na Mão de Deus
11. Perdoado
12. Deus Cuida de Mim
13. Todas as Vezes
14. Não Posso Te Deixar
15. A Palavra
16. Muito Mais de Deus
17. Pra Valer a Pena
18. Aos Pés da Cruz
19. Se Tu Minh'Alma
20. Purifica-me
21. Tempo de Deus
22. Te Agradeço